# Día del No
El Día del No (en griego antiguo: Επέτειος του «Όχι», Epétios tu Oji, «Aniversario del No») es una de las mayores festividades en Grecia, Chipre y, como día de recuerdo, en la diáspora griega, celebrándose anualmente cada 28 de octubre.
Este día, como fecha festiva en el calendario, se celebra desde 1940 con un significado especial, pues ese fue el día en que el primer ministro de Grecia, Ioannis Metaxás, pronunciara su célebre y laconico «¡No!», rechazando así el ultimátum de Benito Mussolini, así como el exitoso contraataque griego ante la invasión italiana en la cordillera de los montes Pindo durante la guerra greco-italiana, — que fue parte de la Segunda Guerra Mundial—, y la resistencia griega durante la ocupación de Grecia por las Fuerzas del Eje en 1941, Desde entonces, el gobierno griego viene pidiendo reparaciones de guerra a los países que durante la guerra formaban parte de las potencias del Eje.

## Ultimátum
El ultimátum le fue presentado a Ioannis Metaxás el 28 de octubre de 1940, y poco después de las 3:00 de la madrugada por el embajador italiano en Atenas Emanuele Grazzi, quien había venido de una fiesta en la embajada italiana de Atenas, le demandaba que permitiese la entrada de fuerzas del Eje a territorio griego para ocupar ciertas posiciones estratégicas sin especificar; de lo contrario, se vería enfrentado a una guerra contra las potencias del Eje. Se dice que el primer ministro griego respondió con un lacónico ¡No!, aunque según testigos, su contestación de hecho fue; ¡Entonces, esto es la guerra!.
En respuesta al rechazo de Metaxás, las tropas italianas estacionadas en la Albania italiana atacaron la frontera griega a las 5:30 de la mañana (dos horas y media tras el ultimátum), precipitando aun más la participación del Grecia en la Segunda Guerra Mundial.
En la mañana de dicho día, el pueblo griego salió a las calles para reivindicar el ¡No!. La negativa del Gobierno de Grecia apoyado por todo el pueblo, como se evidenció posteriormente, a poder aceptar el ultimátum de Benito Mussolini, constituye por sí misma un acontecimiento histórico de gran valor, puesto que todos los ciudadanos griegos de aquella época tenían plena conciencia de que el rechazo a la exigencia fascista equivalía a una guerra no solamente contra la poderosa Italia fascista, sino también en contra de su aliada, la Alemania nazi que ya había ocupado varios países europeos que poseían tropas mucho más poderosas.

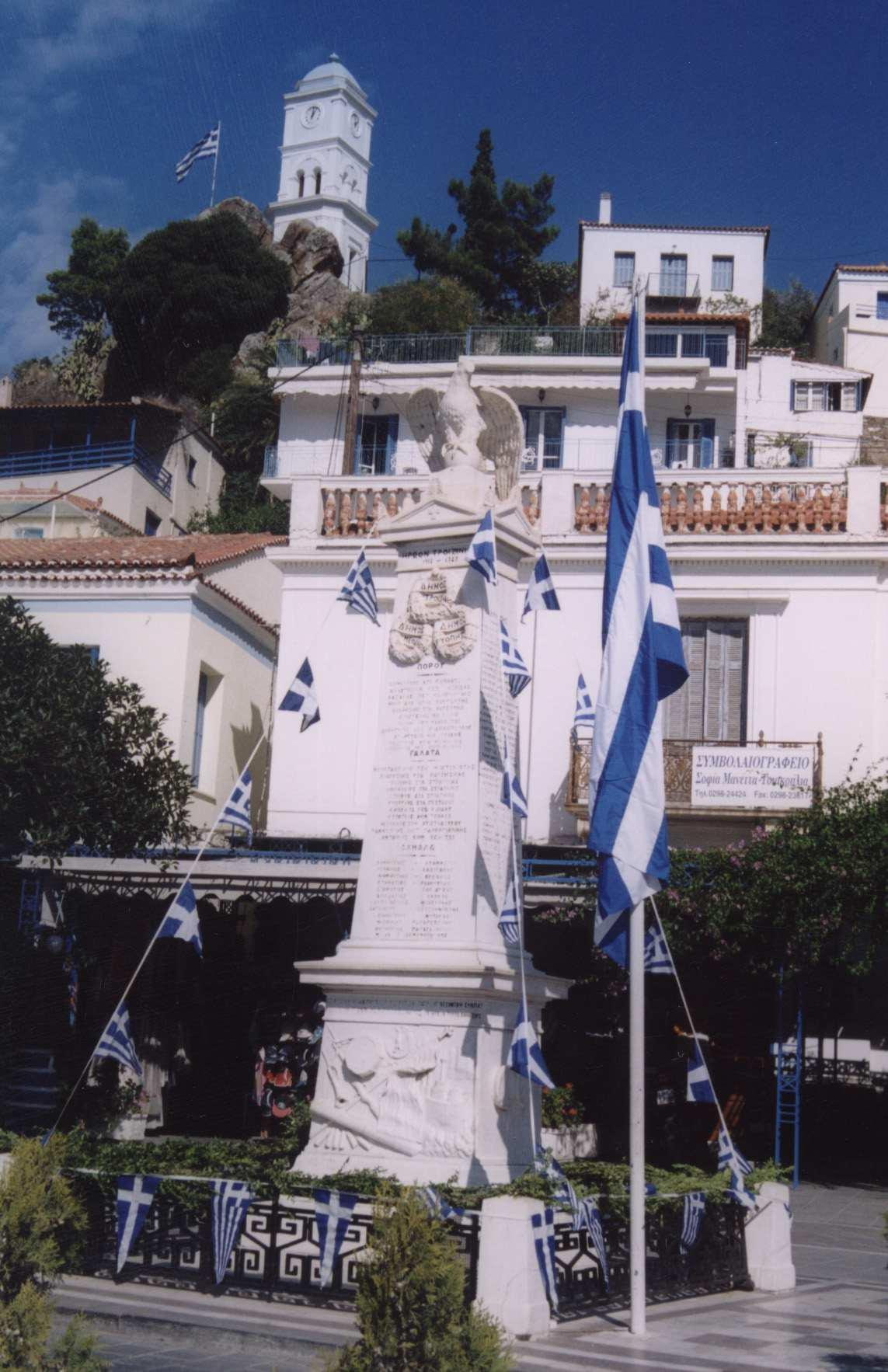
La isla griega de Poros, embanderada durante el Día del No.

A través de este prisma, la sorprendente victoria de las tropas griegas sobre las fuerzas fascistas que eran aplastantemente superiores, tiene importancia secundaria, a pesar de que no es insignificante mencionar que, de acuerdo a algunos historiadores, este inesperado giro de la guerra obligó a Hitler a destinar tropas desde el frente ruso, a fin de usarlas para detener el avance griego en Albania, hecho que dio a los rusos tiempo para reconstituir sus fuerzas y producir así la primera derrota a las fuerzas armadas de la Alemania nazi, hasta aquel momento invictas.
Desde 1942 se ha celebrado como el Día del No, primero entre los miembros de la resistencia, y después de la guerra, por todos los griegos.

## Aniversario
Durante la guerra, el 28 de octubre era anualmente conmemorado por la diáspora griega, así como en Grecia y Chipre. Después de la Segunda Guerra Mundial, pasó a ser un feriado público en Grecia y Chipre.
Durante los tres días previos al 28 de octubre se cuelga la bandera de Grecia en los balcones de las casas, en las calles y en los edificios públicos, y muchas emisoras de radio difunden canciones patrióticas, especialmente las de la cantante Sofía Vembo, las mismas canciones que los soldados griegos escuchaban en el frente greco-albanés en el invierno de 1940 a 1941.
Cada 28 de octubre se realizan por toda Grecia desfiles militares, ofrendas, y los estudiantes participan en grandes desfiles vestidos de azul y blanco. Cada clase está liderada por el abanderado, que es siempre el estudiante que ha obtenido las mejores notas (actualmente, la selección del abanderado se realiza por sorteo).

## En la música
La canción Coat of Arms del álbum homónimo de la banda sueca de power metal Sabaton, trata del Día del No y la guerra greco-italiana.